# Bonzia yunkeri
Bonzia yunkeri är en spindeldjursart som beskrevs av Frank Jason Smiley 1992. Bonzia yunkeri ingår i släktet Bonzia och familjen Cunaxidae. Inga underarter finns listade.